# Robert Ellis Dunn
Pour les articles homonymes, voir Robert Ellis, Ellis et Dunn.
Robert Ellis Dunn, né le 28 décembre 1928 dans l'Oklahoma aux États-Unis et mort le 5 juillet 1996 à New Carrollton dans le Maryland, est un chorégraphe et compositeur américain, dont les classes de composition chorégraphique dans les années 1960 ont contribué à la naissance de la danse post-moderne et du collectif chorégraphique de la Judson Memorial Church à New York.

## Premières années
Robert Ellis Dunn est né en Oklahoma, où il fait ses premières tournées en tant que danseur de claquettes. Il reçoit ses premiers rudiments de formation artistique en théorie et composition musicale au Conservatoire de musique de la Nouvelle-Angleterre. De 1955 à 1958, il étudie ensuite la danse au Conservatoire de Boston, où il enseigne, en même temps, la percussion. C'est au Conservatoire de Boston qu'il commence à sa collaboration avec Merce Cunningham.

## Carrière
Les premières collaborations de Robert Dunn avec Merce Cunningham ont lieu à l'occasion de spectacles à Boston et à New York en 1958. Il déménage ensuite rapidement à New York, où il travaille comme accompagnateur musical (au piano) dans le studio de Cunningham. Robert Ellis Dunn assiste aux séminaires de John Cage en composition à la New School for Social Research de New York.
De nombreux éléments de la philosophie d'écriture de John Cage se retrouvent dans l'enseignement de Robert Ellis Dunn, dont le cours est suivi par des musiciens, des artistes venus des arts visuels, et des danseurs tels que Simone Forti, David Gordon, Steve Paxton, Meredith Monk, Lucinda Childs, Yvonne Rainer et Trisha Brown.
En juillet 1962, les élèves de son cours présentent leurs premiers travaux à l'église Judson Memorial localisée à Washington Square au centre du quartier étudiant. Ce spectacle est généralement considéré comme le début d'une nouvelle ère dans l'histoire de la danse scénique au XXe siècle, où de nouvelles méthodes non-traditionnelles de composition et d'improvisation chorégraphique sont pour la première fois identifiables.
Robert Ellis Dunn enseigne dans de nombreuses écoles professionnelles et des universités, y compris le Columbia Teachers College et l'université du Maryland. Il a également occupé le poste de conservateur adjoint à la recherche en danse de la collection à la Bibliothèque publique de New York pour les arts de la scène, au Lincoln Center, de 1965 à 1972. Il a continué à enseigner à l'Université du Maryland à College Park, jusqu'à ses dernières années.
Robert Ellis Dunn est mort d'une insuffisance cardiaque à New Carrollton, dans le Maryland, le 5 juillet 1996.